# Chapman (Alabama)
Chapman est un village situé dans l’État américain de l'Alabama, dans le comté de Butler.

## Démographie
| 1920  | 1930  | 1940  | 1950 | 1960 | 2000               |
| ----- | ----- | ----- | ---- | ---- | ------------------ |
| 1 142 | 1 189 | 1 167 | 943  | 617  | 750 (estimations.) |